# Walter Zanini
Walter Zanini (São Paulo, 21 de maio de 1925 – 29 de janeiro de 2013) foi um professor, historiador, crítico de arte e curador brasileiro. Foi diretor do Museu de Arte Contemporânea da USP (MAC) e da Escola de Comunicações e Artes da USP, onde também atuou como docente. Sua gestão no MAC caracterizou-se pelo apoio à arte conceitual, à fotografia e às linguagens experimentais, como a videoarte e a Arte Postal. Atuou, ainda, como curador da Bienal Internacional de São Paulo, edições de 1981 e 1983. 

## Formação e carreira
Sobrinho do pintor Mário Zanini, integrante do Grupo Santa Helena,  beneficiou-se do contato com o tio, que formou, ao longo dos anos, uma importante biblioteca especializada em artes. A ele, Walter Zanini dedicou seu livro sobre o Grupo Santa Helena.
Graduou-se pela Universidade de Paris VIII em 1956 e obteve doutoramento pela mesma entidade em 1961. Aposentou-se como professor titular da Universidade de São Paulo.), 
Entre 1963 e 1978, foi o diretor do Museu de Arte Contemporânea da Universidade de São Paulo que constituiu as bases conceituais e curatoriais do primeiro museu universitário do Brasil dedicado à arte contemporânea. Foi curador das 16a e 17a edições da Bienal Internacional de Arte de São Paulo ocorridas em 1981 e 1983 respectivamente.
Fundou, juntamente com outros professores e artistas, o curso de Artes da Escola de Comunicações e Artes da Universidade de São Paulo, da qual foi docente e, de 1985 a 1988, também diretor. Tentou criar o Instituto de Artes da USP, mas não obteve sucesso. Criou a primeira cadeira de Museologia da Universidade de São Paulo. Foi também professor da Fundação Armando Alvares Penteado (FAAP).

## Atividade crítica
Em 1959, ainda no processo de doutoramento em Paris, Zanini escreveu um dos textos de apresentação da pintura de Flavio-Shiró (que então ainda se assinava Flavio Tanaka) para uma exposição no Museu de Arte Moderna do Rio de Janeiro em 1959. A análise, com grande atenção para a singularidade da obra do pintor nipo-brasileiro, situa-o, com grande pertinência em relação à pintura da Europa e dos Estados Unidos, de Dubuffet, Pollock e Fautrier. Até então, apenas Mario Pedrosa havia escrito textos críticos sobre arte abstrata não geométrica como Zanini. Georges Boudaille, o crítico francês que escreve também na ocasião aponta questões da materialidade da pintura de Shiró e ambos coincidem em excluir qualquer vínculo com o tachismo. O olhar de Zanini já indicava sua capacidade de examinar a obra mesma, se ater-se a esquemas teóricos pré-determinantes e em favor do experimentalismo. Boudaille foi diretor do Museu de Arte Moderna da Cidade de Paris e Diretor Curatorial da Bienal de Paris de 1977, ocasião em que convidou Zanini para organizar a presença brasileira no evento.[carece de fontes?]
Sua última pesquisa, intitulada A arte no século XX: vanguardas, desmaterialização e progressões tecnológicas, na qual realizava uma análise das relações entre arte e tecnologia ficou inacabada. Foi publicada postumamente, com organização de Eduardo de Jesus. 

## Museu de Arte Contemporânea da USP
Em 1963, Zanini, então professor da Faculdade de Filosofia, Letras e Ciências Humanas da USP é nomeado conservador e supervisor do recém-criado Museu de Arte Contemporânea. Realizou o inventário das coleções de Francisco Matarazzo Sobrinho e Yolanda Penteado e outras obras pertencentes ao Museu de Arte Moderna doadas à USP, que formaram a coleção inicial do MAC. Durante a direção do MAC foi o responsável por mudanças consideráveis no perfil do Museu, como a criação do programa 'Jovem Arte Contemporânea' (JAC), série de exposições realizadas de 1967 a 1974, que substituiu as  exposições anuais 'Jovem Desenho Nacional' (JDN) e 'Jovem Gravura Nacional (JGN)'. As JAC foram exposições provocativas, nas quais não havia distinção entre os meios utilizados pelos artistas, e não foram bem recebidas pela mídia conservadora.  Os catálogos de todas as edições da JAC foram digitalizados e estão disponível no site do MAC. 
Sua gestão caracterizou-se pela promoção à arte conceitual e à fotografia, tendência iniciada com as JAC e consolidada em exposições como 'Circulambulatio' (1973), '6 artistas conceituais' (1973), 'Fotografia experimental polonesa '(1974), 'Prospectiva 74' (1974), Visual poetry international (1975), "Arte e comunicação marginal' (1975), 'Arte sociológica' (1975), 'Farmácia Fischer e Cia' (1975), 'Bienal do ano 2000' (1975), 'Ação / situação Hoje' (1975), 'Multimídia III (1976)', 'Década de 70 (1976), 'Novos e novíssimos fotógrafos' (1976) e 'Poéticas Visuais' (1977) . Incentivou produções experimentais, sobretudo aquelas ligadas à Videoarte e Arte postal . Bem relacionado com a comunidade artística internacional, participava de encontros do Conselho Internacional de Museus de Arte Moderna e do Conselho Internacional de História da Arte .
Zanini abriu o Museu a novas linguagens e tornou o MAC responsável pela introdução da videoarte no Brasil  em dois eventos pioneiros: a exibição, em 1973, da obra 'Registro do Passeio Sociológico pelo Brooklin', de Fred Forest, considerado a primeira apresentação de vídeo num museu do Brasil e a apresentação no país dos primeiros vídeos de artistas brasileiros, na oitava JAC (1974)  .
Outra realização importante  foram as exposições itinerantes que promoveu no MAC, a partir de 1963, que levaram partes do acervo para cidades do interior de São Paulo e outros estados, onde as obras eram exibidas em locais como associações e centros acadêmicos.

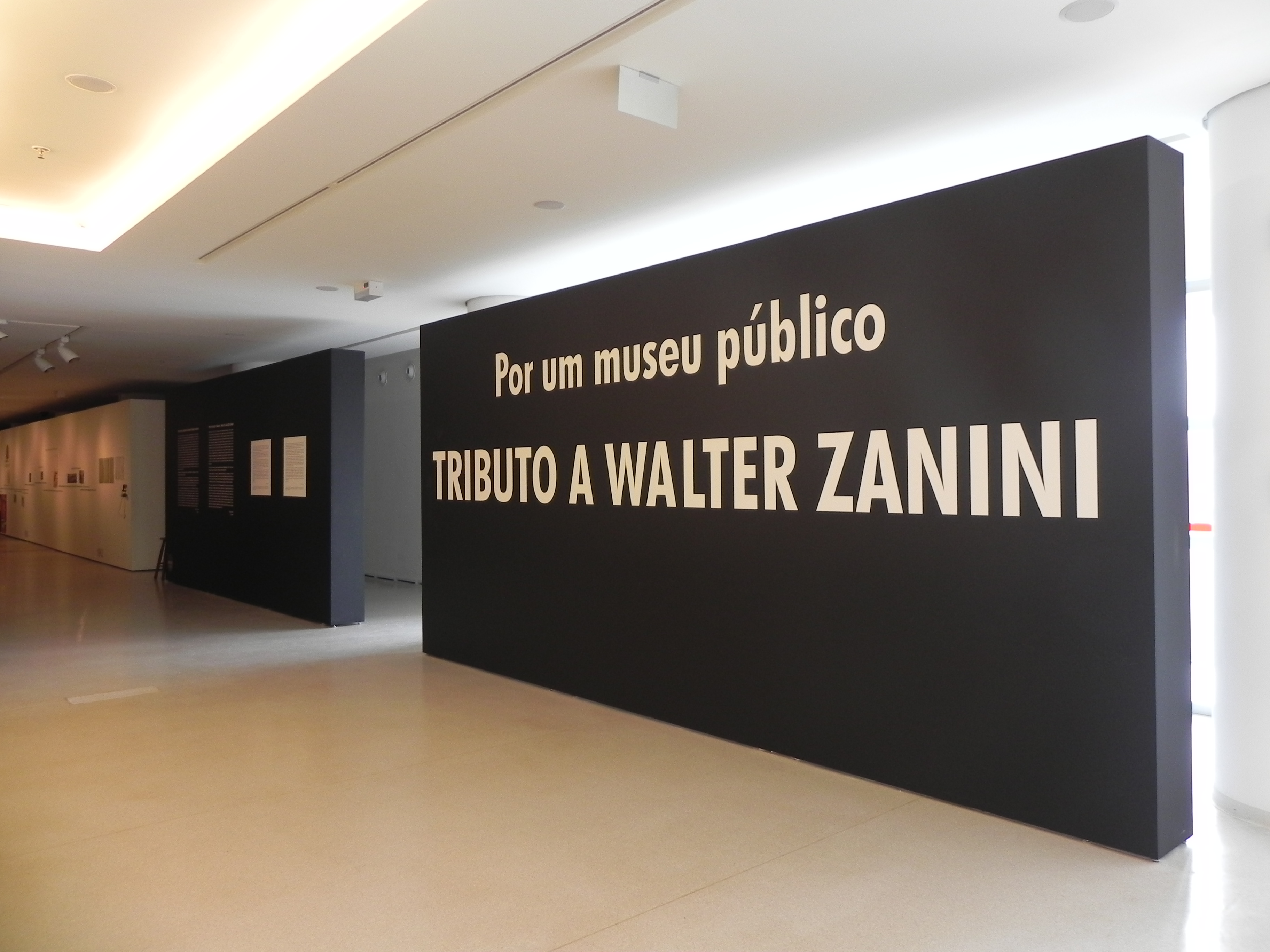
Entrada da exposição Por um museu público: Tributo a Walter Zanini, no Museu de Arte Contemporânea da USP

A forte presença dos artistas no museu durante sua gestão foi tão marcante que, até hoje, quem viveu esse período refere-se a ele com a expressão “MAC do Zanini”.
Foi homenageado em duas exposições no MAC. A primeira, 'Um dia terá que ter terminado – 1969-74', de 2010, focalizou obras produzidas durante o período mais repressivo da ditadura militar. O título foi extraído de uma carta enviada pelo artista Sérgio Ferro a Walter Zanini pedindo ao MAC proteção para sua obra São Sebastião - Mariguella, destaque da mostra, e manifestando sua esperança no fim da ditadura. A segunda, intitulada 'Por um museu público, tributo a Walter Zanini', de 2013, apresentou sua contribuição ao Museu.
Sua biblioteca pessoal foi doada à Biblioteca Lourival Gomes Machado do Museu de Arte Contemporânea (MAC) da USP.

## Bienal Internacional de Arte de São Paulo
Walter Zanini foi curador das edições de 1981 e 1983 da Bienal Internacional de São Paulo, sendo considerado seu primeiro curador, já que anteriormente esse termo não era utilizado pela instituição. Foi responsável por inovações importantes, como o fim das representações nacionais, inaugurando a prática da organização por analogias de linguagem. Sua orientanda Annateresa Fabris também trabalhou na curadoria, na edição de 1981.

## História Geral da Arte no Brasil

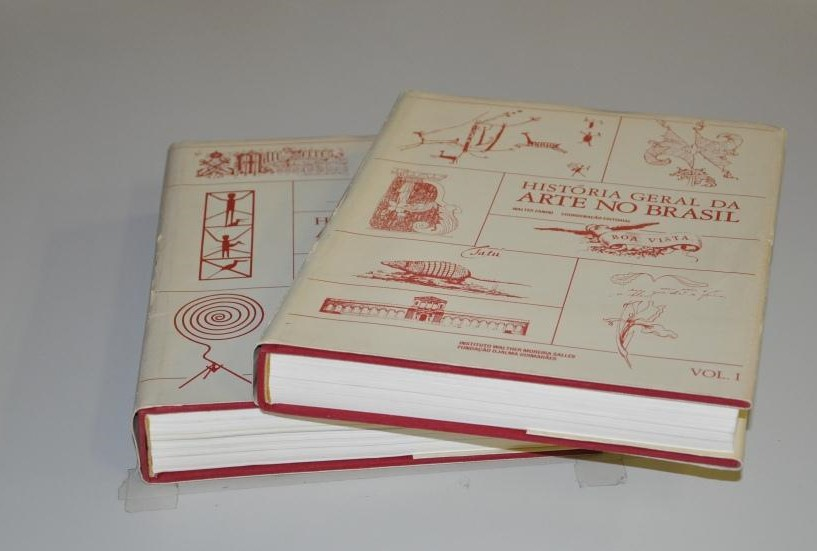

O livro 'História geral da arte no Brasil', coordenado e editado por Zanini em parceria com Cacilda Teixeira Costa e publicado em 1983, é considerado, até hoje,  obra de referência para o assunto .  Zanini é autor do prefácio e do capítulo sobre arte contemporânea. O livro está esgotada, mas várias bibliotecas da Universidade de São Paulo possuem exemplares, como mostra o registro no banco de dados Dédalus . As fotografias originais publicadas na obra estão no acervo da Biblioteca da ECA.

## Publicações
- 1971: Tendências da escultura moderna. Cultrix [4]
- 1981: Avvicinamenti e distacchi tra Ferrara e Venezia nella second. metà del Quattrocento. In: Cultura ferrarense tra XV e XVI secolo.  p.  75-87.[17]
- 1983: Historia geral da arte no Brasil. 2 vol. Nobel, EDUSP [4]
- 1991: A arte no Brasil nas décadas de 1930-40: o Grupo Santa Helena. EDUSP, 1991 -  8521305915 [18]
- 1994: Duas décadas difíceis. In: Aguilar, Nelson. Bienal Brasil Século XX.  Fundação Bienal de São Paulo [19]
- 1997: Restituição de Vicente do Rego Monteiro. In: Vicente do Rego Monteiro (1899-1970). p.6-21 [20]
- 2006: Videoarte: uma poética aberta. In: Crítica de arte no Brasil : temáticas contemporâneas [21]
- 2009:  A arte de comunicação telemática : a interatividade no ciberespaço. In: Arte, ciência e tecnologia : passado, presente e desafios [22]
- 2018: Walter Zanini: vanguardas, desmaterialização, tecnologias na arte (organização de Eduardo de Jesus) - Martins Fontes - 9788546901708 [23]